# Werkgemeenschap de Lage Landen
De Werkgemeenschap de Lage Landen is een Heel-Nederlandse vereniging, gevestigd in Antwerpen, België. De oprichter is Vik Eggermont.
De vereniging streeft op een solidaristische manier de hereniging der Lage Landen na. De steekwoorden daarbij zijn taal, cultuur en solidariteit. Men beschouwt de Lage Landen als een belangrijk deelnemer aan een eenwordend Europa. De Benelux was volgens de Werkgemeenschap daarin een voorloper, en bepaalde elementen van de Beneluxgedachte zijn volgens haar schatplichtig aan de denkers van de interbellaire Belgisch-Nederlandse organisatie Verdinaso van Joris van Severen. 
De vereniging geeft het blad "Delta" uit (nadrukkelijk te onderscheiden van de Deltastichting die het magazine Tekos uitgeeft). De redactie van Delta bestaat uit Belgen (Vlamingen en Walen) en Nederlanders. 
In 2005 en 2006 heeft de Werkgemeenschap een belangrijke rol gespeeld bij de petitie achter de totstandkoming van het Beneluxmanifest dat de meerwaarde van een sterkere Benelux binnen Europa wil benadrukken.  
Bijkomend feit is dat de Werkgemeenschap de Lage Landen door vrijwel alle groeperingen binnen het nationalistisch spectrum in de Lage Landen getypeerd wordt als Neo-Dinaso, behalve door zichzelf.